# Тартюф
«Тартюф, або Дурисвіт» — комедійна п'єса французького письменника Мольєра, яка була написана у 1664 році. Була поставлена майже всіма театрами світу.

## Сюжет
Дія відбувається в Парижі, в будинку Оргона. У довіру до господаря втирається чоловік на ім'я Тартюф. Пан Оргон дивиться на гостя як на диво: молодий, вчений, скромний, благородний, набожний, безкорисливий. Родичів, які намагаються довести йому, що Тартюф зовсім не такий святий, яким намагається показати себе, Оргон вважає невдячними. Істинна сутність Тартюфа проявляється лише тоді, коли Оргон необачно доручає йому зберігати скриню з цінними паперами і переписує на нього будинок. Лише вчасне втручання Короля, за п'ять хвилин до фіналу, встановлює справедливість (Тартюф покараний і родині Оргона повернуті будинок і майно).

## Головні герої
- Пані Пернель — мати Оргона
- Оргон — чоловік Ельміри
- Ельміра — дружина Оргона
- Даміс — син Оргона
- Маріана — дочка Оргона, яка закохана у Валера
- Валер — молодий парубок, який закоханий у Маріану
- Клеант — брат Ельміри
- Тартюф — святоша
- Дорина — покоївка Маріани
- Фліпота — служниця пані Пернель
- Пан Лояль — судовий пристав

## Передмова
Опублікувавши комедію у березні 1669 року, Мольєр написав передмову, у якій виклав і захистив свої позиції. У другому виданні комедії, яке припало на 1669 рік, автор приєднав до передмови свої прохання, які були подані королю у 1664, 1667 та 1669 роках.

## Критика
«Тартюф» — це визнана вершина творчості Мольєра. Ім'я головного героя Тартюф, було вигадане самим Мольєром. Докорінно воно має старе французьке слово truffer (обманювати). У цій комедії щасливо поєднується ідеологічна насиченість з художньою досконалістю. Такі персонажі, яких зобразив Мольєр, були дуже звичні для французької комедії XVII століття. У п'єсі майже немає «підсобних» персонажів з умовною характеристикою. Чи не найблідішими вийшли Маріана, дочка Оргона, і Валер, її коханий. До числа таких персонажів ще відноситься і Клеант, який був введений як проповідник принципу здорового розуму. В творі йому було доручено, так би мовити, доводити різницю між помилковим та істинним благочестям. Усі інші персонажі наділені дуже яскравими характерами.
Головним персонажем комедії є Тартюф, в якому втілена ненависна для Мольєра фігура ханжі. Тартюф зображений шахраєм, який використовує довіру людей, їх наївність. З розв'язки комедії ми дізнаємося, що Тартюф, по суті, навіть, і не ханжа, а пройдисвіт з кримінальним минулим. І ханжою він прикидався лише для того, щоб здійснити чергову плутанину, жертвою якої повинен бути Оргон.
Відомий французький письменник Лабрюєр у своїх «Характерах» (1688) докоряв Мольєра в тому, що його Тартюф дуже прямолінійний, занадто необережний, але Мольєр і намагався зробити так, щоб з перших кроків героя, читач зрозумів про яку людину, про який характер йдеться. І насправді, Тартюф дуже необережний, але це лише тому, що він зовсім не боїться викриття. Коли він отримав документи на майно від Оргона, він одразу ж поспішив знищити його. Тартюфа, можна сказати, і створила довірливість Оргона і йому подібних людей. Якщо уважно подивитися та поміркувати, то протягом усього твору можна побачити два Тартюфа. Один — це дуже жадібний, користолюбний шахрай, а другий — це його маска ханжі, що засвоїв усі манери, весь жаргон церковників, і який дурить усіх простаків. І сатира Мольєра направлена саме проти святенництва. Слід зауважити, що Мольєр виводить Тартюфа на сцену лише у другому акті третьої дії, а у перших двох актах він зовсім не з'являється, але його характеристика дуже зрозуміло і цікаво подана у словах персонажів, які перед нами з самого початку комедії. Глядач дуже чітко бачить, хто в комедії є розсудливим, а хто є жертвою. І зі слів Дорини та інших персонажів ми вже дізнаємося всю історію Тартюфа, який увірвався у чужий будинок та освоївся у ньому повновладним деспотичним хазяїном. Тут і розкривається розуміння людської моралі, яку проповідує Мольєр: терпимість до природних пристрастей людини, людяність у широкому значенні цього слова.

## Значення п'єси Мольєра
Комедія «Тартюф» мала велике соціальне значення. У ній Мольєр змальовував не приватні родинні стосунки, а щонайшкідливіший суспільний порок — лицемірство. У «Передмові» до «Тартюфа», важливому теоретичному документі, Мольєр пояснює сенс своєї п'єси. Він затверджує суспільне призначення комедії, заявляє, що «завдання комедії — батожити пороки, і винятків тут бути не повинно. Порок лицемірства з державної точки зору є одним з найнебезпечніших за своїми наслідками. Театр же володіє можливістю протидіяти пороку». Саме лицемірство, за визначенням Мольєра, основний державний порок Франції його часу, і стало об'єктом його сатири. У тій, що викликає сміх і страх комедії Мольер змалював глибоку картину того, що відбувалося у Франції. Лицеміри на кшталт Тартюфа, деспоти, донощики і месники, безкарно панують в країні, творять справжні злодійства; беззаконня і насильство — ось результати їх діяльності. Мольєр змалював картину, яка повинна була налякати тих, хто володів країною. Про значення «Тартюфа» для самого драматурга можна судити вже по тому, як довго і наполегливо він відстоював п'єсу, скільки душевних і фізичних сил витратив на протистояння тим, хто на неї «озброївся». Не раз він ставав об'єктом наклепу і брудних пліток ворогів, яких чіпляла його творчість."Тартюф" став для Мольєра, так мовити, літературною зброєю.